# Jürgen Nautz
Jürgen Nautz (geboren 29. Juni 1954 in Rheydt, jetzt Mönchengladbach) ist ein deutscher Wirtschaftshistoriker.

## Leben
Jürgen Nautz absolvierte eine kaufmännische Ausbildung und machte das Abitur am Abendgymnasium Düsseldorf. Er studierte an der Universität Düsseldorf, wurde 1983 promoviert und war von 1984 bis 2004 Hochschulassistent an der Gesamthochschule Kassel. 1996 habilitierte er für Wirtschaftsgeschichte an der Universität Wien. Von 2003 bis 2007 war Nautz geschäftsführender Leiter der ARGE „Civil Society in Österreich“ der Österreichischen Forschungsgemeinschaft. Nautz war Professor für Wirtschaftswissenschaften an der Hochschule Ostwestfalen-Lippe (2014–2020) und außerordentlicher Universitätsprofessor für Wirtschaftsgeschichte am Institut für Volkswirtschaftslehre der Universität Wien, nach der Pensionierung erhielt er Lehraufträge am Fachbereich Umweltingenieurwesen und angewandte Informatik der Technischen Hochschule Ostwestfalen-Lippe, der Hochschule Fulda und der Universität Wien. Nautz ist Externes Mitglied des Forschungsprojektes “Transnational Monetary and Economic Alternatives in the Interwar Politics, professorales Mitglied des Graduiertenzentrums.OWL, Lemgo, Mitglied des Herausgeberteams „Fünfzig Jahre Technische Hochschule Ostwestfalen-Lippe, Mitglied des Leipzig Resilience Hub, Universität Leipzig, und Mitglied des „Research Network Trafficking in Human Beings“.

## Schriften (Auswahl)
- Die Durchsetzung der Tarifautonomie in Westdeutschland. Das Tarifvertragsgesetz vom 9. April 1949. Frankfurt am Main: Peter Lang, 1985 (Zugl.: Düsseldorf, Univ., Diss., 1983).
- Italien und Mitteleuropa. Kassel 1989.
- (Hrsg.): Unterhändler des Vertrauens. Aus den nachgelassenen Schriften von Sektionschef Dr. Richard Schüller. Wien: Verlag für Geschichte und Politik, 1990.
- mit Richard Vahrenkamp (Hrsg.): Die Wiener Jahrhundertwende. Einflüsse – Umwelt – Wirkung. Wien: Böhlau, 1993.
- Die österreichische Handelspolitik der Nachkriegszeit 1918–1923. Die Neuordnung der Handelsvertragsbeziehungen zu den Nachfolgestaaten. Wien: Böhlau, 1994.
- Ethnische Konfliktlagen und monetäre Integration. Wien: Passagen, 1999.
- mit Emil Brix: Universität in der Zivilgesellschaft. Wien: Passagen, 2002.
- mit Emil Brix: Zivilcourage. Wien: Passagen, 2004.
- mit Gerhard Luf, Emil Brix (Hrsg.): Das Rechtssystem zwischen Staat und Zivilgesellschaft. Zur Rolle gesellschaftlicher Selbstregulierung und vorstaatlicher Schlichtung. Wien: Passagen, 2001.
- mit Emil Brix: Taxes, Civil Society and the State. Wien: Passagen, 2006.
- mit Emil Brix, Klaus Poier: Verfassungsreform und Zivilgesellschaft in Österreich. Die Arbeit des Österreich-Konvent und seine Folgen. Wien: Passagen, 2006.
- mit Lars Jonung: Conflict Potentials in Monetary Unions. Stuttgart: Steiner, 2007.
- mit Christian Dirninger, Engelbert Theurl, Theresia Theurl: Zwischen Markt und Staat. Geschichte und Perspektiven der Ordnungspolitik in der Zweiten Republik. Wien: Böhlau, 2007.
- mit Emil Brix, Rita Trattnigg und Werner Wutscher: State and Civil Society. Wien: Passagen, 2008.
- Die großen Revolutionen der Welt. Wiesbaden: Marix Verlag, 2008.
- mit Birgit Sauer (Hrsg.): Frauenhandel. Diskurse und Praktiken. Göttingen: Vandenhoeck & Ruprecht, 2008.
- mit Arnd Bauerkämper: Zwischen Fürsorge und Seelsorge. Christliche Kirchen in den europäischen Zivilgesellschaften seit dem 18. Jahrhundert. Frankfurt am Main: Campus, 2009.
- (Hrsg.): Henschel und Kassel. Fallstudien zur Geschichte des Unternehmens und der Familie Henschel. Darmstadt 2012.
- Politische Religionen im Praxistest. Einige Anmerkungen. In: Wolfgang Palaver, Andreas Oberprantacher, Dietmar Regensburger (Hrsg.): Politische Philosophie versus Politische Theologie? Die Frage der Gewalt im Spannungsfeld von Politik und Religion. Innsbruck: innsbruck university press 2011, S. 299–304.
- The transnational illegal market of trafficking in human beings – actors and discourses: a transatlantic comparison, online.
- Der Kampf gegen den Frauenhandel in Österreich vor dem Ersten Weltkrieg. In: SIAK-Journal. Zeitschrift für Polizeiwissenschaft und polizeiliche Praxis 2/2011, S. 47–60.
- Die Entwicklung der gewerblichen Wirtschaft in Kassel nach 1945, in: Logistik in Vergangenheit und Gegenwart. Festschrift Vahrenkamp, 2011.
- The Effort to Combat the Traffic in Women in Austria before the First World War, in: SIAK International Edition 2012, S. 82–95.
- Austro-Hungarian battles for the standard. Academic and political debates about the currency reform in the 2nd half of the 19th century, in: George Depeyrot (Hrsg.): Moneys and Economies during 19th Century (= Documents and Studies on 19th C. Monetary History, Collection Moneta. 139), Wetteren: Moneta 2012, S. 119–130.
- (Hrsg.): Henschel und Kassel. Fallstudien zur Geschichte des Unternehmens und der Familie Henschel (= Schriften zur hessischen Wirtschafts- und Unternehmensgeschichte, Band 12). Darmstadt: Hessisches Wirtschaftsarchiv 2013.
- mit Eurídice Márquez Sánches: The Transnational Illegal Market of Trafficking in Human Beings – Actors and Discourses, in: Karl Hardach (Hrsg.): Internationale Studien zur Geschichte von Wirtschaft und Gesellschaft, Frankfurt am Main u. a.: Peter Lang Verlag, Teil 2, S. 727–744.
- Hrsg. mit Paul Ginsborg und Ton Nijhuis: The Golden Chain: Family, Civil Society and the State. New York/London: Berghahn Publisher, 2013.
- Hrsg. mit Kristiana Stöckl und Roman Siebenrock: Öffentliche Religionen in Österreich. Politikverständnis und zivilgesellschaftliches Engagement. Innsbruck: innsbruck university press 2013.
- Hrsg. mit Nathalie Champroux, Georges Depeyrot und Aykiz Dogan: Construction and Deconstruction of Monetary Unions. Lessons from the Past (= Collection Moneta. 201). Wetteren: Moneta 2018.
- Ethnic, Religious, Cultural Plurality and Economic Institutions, in: Georges Depeyrot (Hrsg.): Currency, Money, and Economic History (= Collection Moneta. 206), Wetteren: Moneta 2019, S. 113–122.